# ديفيد هوغن
ديفيد هوغن (بالإنجليزية: David Hogan)‏ هو ملحن أمريكي، ولد في 1 يوليو 1949، وتوفي في 17 يوليو 1996.

## وصلات خارجية
- ديفيد هوغن على موقع ميوزك برينز (الإنجليزية)